# Iesse

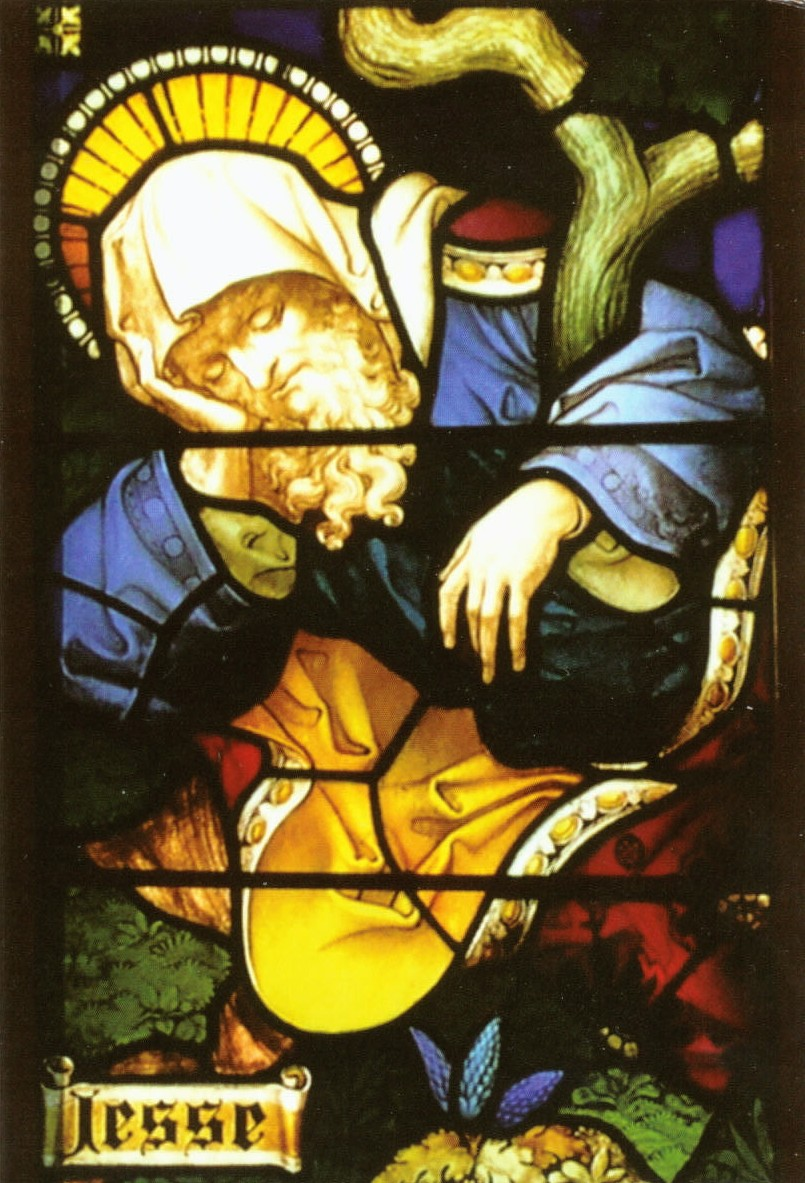
Rappresentazione di Iesse.

Iesse (scritto anche Gessè o Gissai; in ebraico: יִשַׁי) è il padre del re Davide. Davide, talvolta semplicemente chiamato "figlio di Iesse", era il più giovane dei suoi figli.
Si parla del personaggio nel Primo libro di Samuele e nel Primo libro delle Cronache.
Esistono due diverse tradizioni sul numero di figli di Iesse, presentate in tre passi biblici: 
- Secondo il Primo libro di Samuele (1Sam16,10-11; 17,12[3]), i figli di Iesse erano otto, contando anche Davide: "Iesse presentò a Samuele i suoi sette figli e Samuele ripeté a Iesse: «Il Signore non ha scelto nessuno di questi». Samuele chiese a Iesse: «Sono qui tutti i giovani?». Rispose Iesse: «Rimane ancora il più piccolo che ora sta a pascolare il gregge». Samuele ordinò a Iesse: «Manda a prenderlo, perché non ci metteremo a tavola prima che egli sia venuto qui»" e in un altro passo, al capitolo successivo, si precisa ancora che "Davide era figlio di un Efratita da Betlemme di Giuda chiamato Iesse, che aveva otto figli. Al tempo di Saul, quest'uomo era anziano e avanti negli anni."
- Secondo il Primo libro delle Cronache (1Cr2,13-16[4]), con Davide i figli di Iesse erano sette: "Iesse generò Eliàb il primogenito, Abinadàb, secondo, Simèa, terzo, Netaneèl, quarto, Raddài, quinto, Ozem, sesto, Davide, settimo."

## Ebraismo
Iesse, figlio di Obed, fu capo del sinedrio. Inizialmente aveva pensato erroneamente che Davide fosse figlio illegittimo della moglie. Credeva che l'avesse tradito, poiché egli non giaceva con lei da tre anni. In realtà, una volta, mentre Iesse intendeva unirsi con una serva riscattata, la moglie si sostituì alla serva con cui si era accordata, senza che l'uomo se ne accorgesse, e concepì Davide.
Secondo Berakhot 58a, Iesse predicava la Torah alle folle. Fu un uomo particolarmente virtuoso, uno dei quattro (insieme a Beniamino, Amram e Kilav) che non morirono a causa delle loro colpe, ma su istigazione di Nahaš, il serpente che tentò Eva nell'Eden. In 2 Samuele 17:25, Nā·ḥāš (in Ebraico: נָחָ֔שׁ) è anche la sorella di Zeruia e la madre di Abigàl, figlia di Iesse. In modo analogo, secondo 1 Cronache 2:16-17, Abigàl generò Amasà con Itrà l'Ismaelita, mentre Zeruia ebbe tre figli, fra i quali Ioab. Zeruià e Abigàil sono menzionate come sorelle, senza citare Nā·ḥāš.

## Cristianesimo
Iesse riveste una notevole importanza perché il suo nome compare nella genealogia di Gesù. In particolare si parla del "germoglio di Iesse" (o "virgulto di Davide") per indicare la sua discendenza, che arriva fino a Gesù.